# 日本トランスオーシャン航空

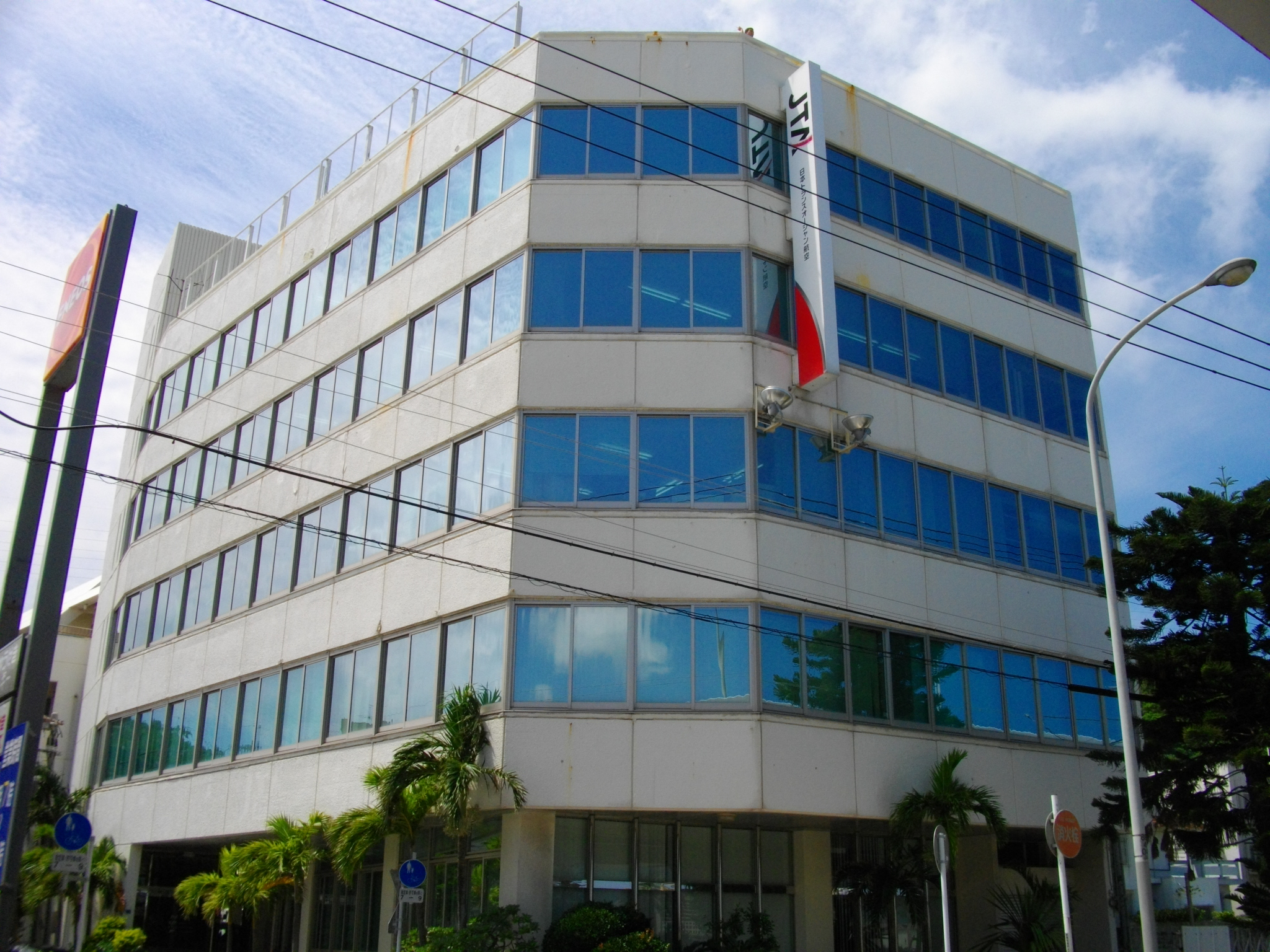
日本トランスオーシャン航空の旧本社

日本トランスオーシャン航空株式会社（にほんトランスオーシャンこうくう、英: Japan Transocean Air Co.,Ltd.）は、沖縄県那覇市に本社を置く日本の航空会社である。旧社名は南西航空株式会社（なんせいこうくう）。日本航空 (JAL) グループの一企業で、日本航空株式会社、沖縄県等が株主の第三セクター企業である。航空連合「ワンワールド」に加盟する。

## 概要
1958年、那覇と先島諸島の宮古、石垣の各空港を結ぶ琉球航空運輸株式会社が米軍施政権下におかれた沖縄県で設立された。1967年、琉球航空に日本航空が出資し南西航空株式会社が設立された。南西航空は設立時に離島6路線を加え、以後、沖縄本島の那覇空港から離島を結ぶ路線を中心に運航する。1993年、現・商号に変更。
なお、かつて米国に存在したトランスオーシャン航空（Transocean Airlines）や、当社の英語表記旧社名（Southwest Air Lines）とほぼ同名の米国に現存するサウスウエスト航空（Southwest Airlines）とは直接的な関係はない。
同社のIATAコードは同社子会社である琉球エアーコミューター（RAC）においても使用される場合がある。JALマイレージバンクの搭乗履歴に表示されるRACの2レターコードは、親会社であるJTAのIATAコードである「NU」となる。また、JALグループや同社と連帯運送契約を締結している全日本空輸（ANA）のチェックインカウンターで発行された手荷物タグに表示される2レターコードも「NU」となる。2019年のJALグループ旅客サービスシステム更新前までは、JALグループで発行される手荷物タグの2レターコードが「RC」と表記されていた。
JALグループ各社は、JAL・J-AIR・JAC・HACの4社に関する運航全便にて運送の共同引き受けを実施し、便名をJAL便に統一している。JTAでは2021年3月28日より、一部の便にてJAL等との運送の共同引受を開始したことに伴い、当該便はJAL便として運航しており、それの運送に限り「日本航空・ジェイエア・日本エアコミューター・北海道エアシステム・日本トランスオーシャン航空共通国内旅客運送約款」が適用されることとなる（2025年6月現在。「日本トランスオーシャン航空 国内旅客運送約款」は適用されない。）。
RACの便名の数字は700番台・800番台となっており、JTAと便名の数字が重複することはないが、JAL・JTA両社運航便については便名の数字が重複するケースが多いことから、JAL国内線時刻表にも両社運航便には同数字の便名が存在することへの注意喚起の記述が見られる。
また、同社は経済産業省によって2018年から2024年度まで連続で健康経営優良法人（ホワイト500）に認定されている。

## 沿革

### 南西航空 (SWAL) 時代
- 1967年

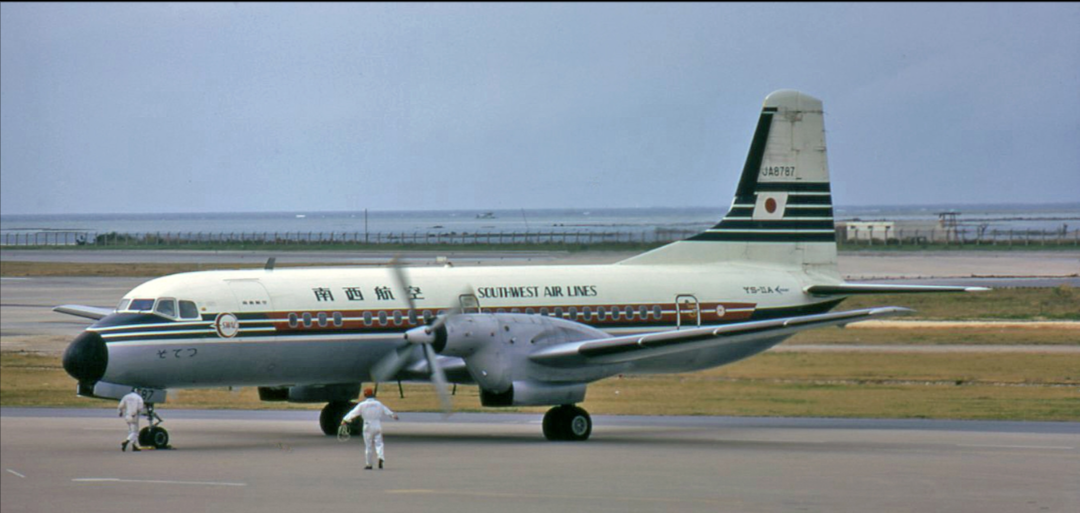
初代塗装のYS-11

  - 6月20日：南西航空株式会社（略称 SWAL）発足。
  - 7月1日：CV-240 2機、ビーチH-18（ビーチクラフト） 1機の計3機で運航開始。就航路線は那覇 - 石垣線・宮古線・久米島線・南大東線、宮古 - 石垣線、石垣 - 与那国線の6路線。コールサインは「NANSEI（ナンセイ）」。
    - 那覇 - 石垣線などに以前就航していた航空会社はエア・アメリカである。

  - 12月：ビーチH-18 退役日本航空へ返還、機種はCV-240のみになる
- 1968年
  - 6月8日：YS-11 就航（当初の就航路線は那覇 - 石垣線・宮古線）。「ゆうな」「ばしょう」「あだん」の3機。
  - 12月：CV-240 退役（日本航空へ返還、機種はYS-11のみとなる）。
- 1972年
  - 5月15日：本土復帰により、日本の航空法が適用される。
- 1973年
  - 7月：運輸相から定期航空運送事業の免許を取得。
  - 12月：DHC-6 就航。与那国空港が航空法適用により滑走路が800mでの供用開始となったため、同空港唯一の路線だった石垣線にこれまでのYS-11に替わって就航。
- 1974年
  - 7月26日：（旧）多良間空港開港により、宮古 - 多良間 - 石垣線 開設。
  - 8月：南大東空港が国の航空法適用により滑走路が800mでの供用開始となり、DHC-6のみの運航となる。
- 1975年
  - 7月20日：沖縄国際海洋博覧会開催に合わせ伊江島空港が開港、同時に那覇 - 伊江島線 就航（全日本空輸と同時、使用機種 YS-11、1976年1月の海洋博覧会終了とともに運休）。
- 1976年
  - 5月20日：波照間空港開港により、石垣 - 波照間線 就航（DHC-6）。
  - 7月24日：那覇 - 伊江島線、DHC-6により運航再開（1977年2月に利用客低迷により運休）。
  - 12月15日：那覇 - 多良間線 就航（DHC-6、1987年2月 廃止）。
- 1978年
  - 6月30日：北大東空港開港により、那覇 - 北大東線 就航（DHC-6）。
  - 7月6日：粟国空港開港により、那覇 - 粟国線 就航（DHC-6）。
  - 7月17日：初のジェット旅客機となるボーイング737-200を導入（同日那覇空港に到着、24日から日本航空の那覇 - 福岡線にウェットリースという形で就航（ - 10月15日））。
  - 8月22日：初の沖縄県外路線となる那覇 - 与論線 就航（YS-11）。
  - 12月1日：那覇 - 宮古線にボーイング737-200 投入、本格的な運航開始となる。
- 1979年
  - 5月15日：那覇 - 石垣線にボーイング737-200 投入（石垣空港にとって初のジェット機就航）。
  - 8月10日：那覇 - 沖永良部線 就航（YS-11）。
- 1980年
  - 11月1日：那覇 - 下地線 就航（YS-11、1994年7月22日 休止）。
  - 11月3日：那覇 - 沖永良部線を与論経由に変更（1987年11月、与論 - 沖永良部 間 廃止）。
- 1982年
  - 8月26日：那覇発石垣行きの611便（ボーイング737-200、機体記号 JA8444）が石垣空港でオーバーラン事故を起こす。
- 1985年
  - 11月23日：のちに子会社となる琉球エアーコミューター (RAC) 設立。
- 1986年
  - 4月：初の旅行商品となる「スワルプラン」（現社名変更後はJ-TAP）発売開始。
  - 11月1日：初の本格的な沖縄県外路線（本土路線）となる那覇 - 松山線 就航（ボーイング737-200）[15]。
- 1987年
  - 2月12日：与那国空港の滑走路が1,500mに延長されたことに伴い、石垣 - 与那国線にDHC-6に代わってYS-11を再投入。
  - 2月15日：SWAL専用の那覇空港国内線第2ターミナルビルが旧国際ターミナルビル跡に移転。
- 1988年
  - 3月11日：那覇 - 岡山線 開設（松山線に次ぐ2路線目の本土路線）。
- 1989年
  - 7月22日：那覇空港以外では初の県外路線となる東京/羽田 - 宮古線（直行便） 就航（ボーイング737-200）。
- 1990年
  - 7月21日：東京/羽田・那覇 - 宮古線にボーイング767-300を日本航空 (JAL) からのウェットリースという形で投入（8月31日までの夏季限定、以降毎年7月後半から8月に投入）。
- 1991年
  - 6月1日：那覇 - 小松線 就航（ボーイング737-200）。
  - 10月28日：初の国外へのチャーター便となる那覇 - ソウル/金浦線が就航（台風接近により前日27日に岡山経由で運航）。
- 1992年
  - 4月24日：那覇 - 名古屋線をJALから一部移管（1993年1月から完全移管、1995年5月10日に再びJALに移管。2009年2月から石垣発名古屋/中部行きの経由便として運航再開）、初の沖縄県を発着しない路線となる名古屋 - 山形線を就航[16]（1995年5月10日にJALに移管）。またボーイング767-300をこの年に限り1年間JALからリースで投入（ - 1993年4月7日、5月中旬からはSWAL塗装での運航）。
  - 11月16日：DHC-6就航路線 全路線を子会社の琉球エアーコミューターに移管（移管対象路線：那覇 - 南大東線・北大東線・粟国線、宮古 - 多良間 - 石垣線、石垣 - 波照間線）。
- 1993年
  - 4月8日：これまでのボーイング767-300に替わり、ボーイング767-200が投入（ - 1995年、JALからのリース、塗装が現社名塗装となる）。
  - 4月22日：那覇 - 鹿児島線 就航（1970年代から検討してようやく実現したが2001年3月で運休、2006年2月からJALで運航再開するも2007年3月で運休）。

### 日本トランスオーシャン航空 (JTA) 時代
- 1993年

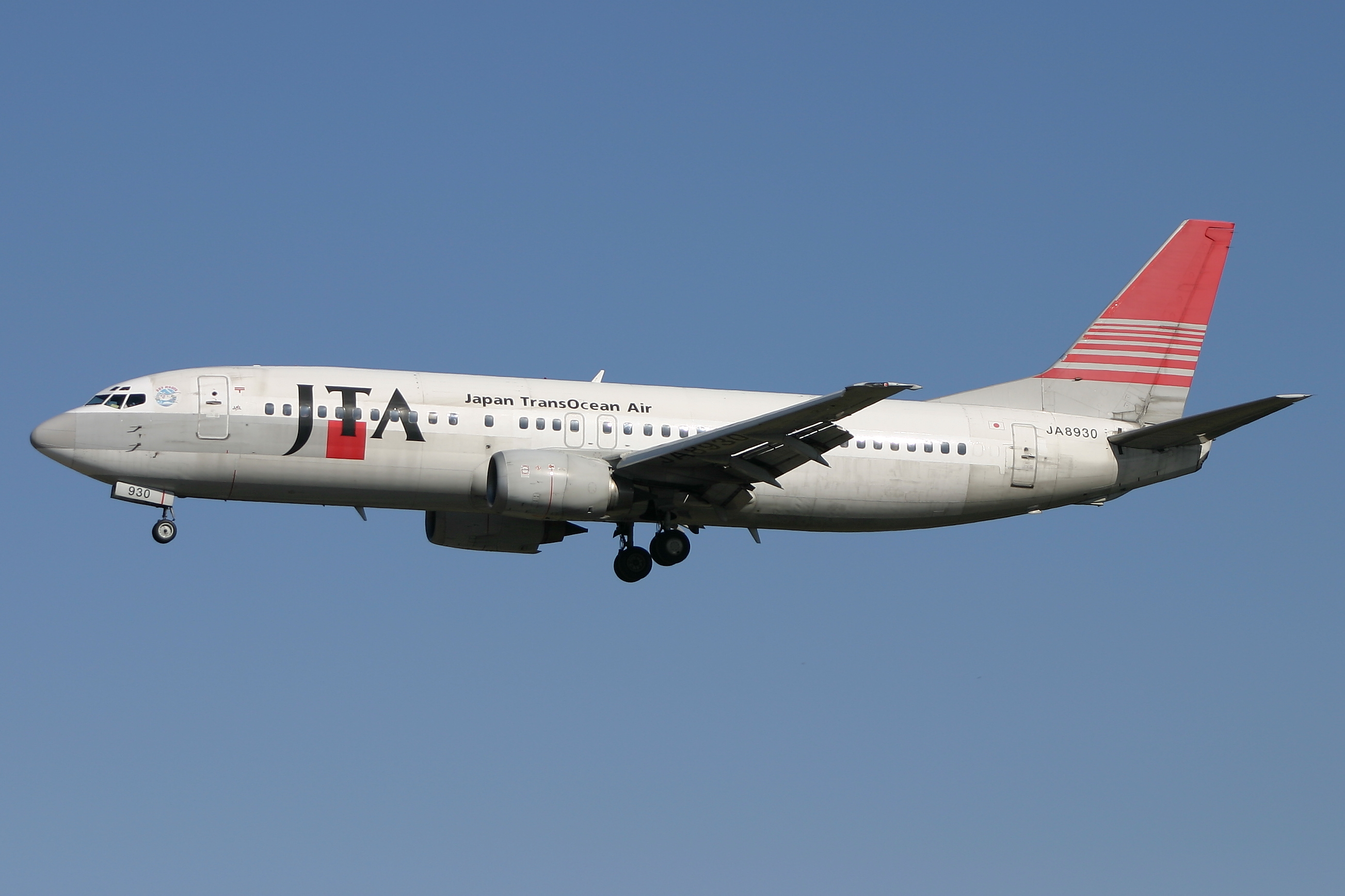
社名変更当時の塗装機

  - 7月1日：南西航空株式会社から現社名の日本トランスオーシャン航空株式会社（略称 JTA）[注 2]に社名変更。
  - 7月21日：現社名に変更後初の路線開設となる東京/羽田 - 石垣線 就航（ボーイング737-200、石垣空港にとって初の本土直行便となる。ただし石垣発東京/羽田行きは給油のため宮古経由の運航）。
- 1994年
  - 7月22日：最新機種のボーイング737-400を導入。那覇 - 宮古線に投入（以後各路線に投入）。
  - 9月4日：大阪/関西 - 石垣線 就航（石垣発大阪/関西行きは、給油のため宮古経由の運航）。
- 1995年
  - 4月：ボーイング737-400のJALへのウェットリース開始（同社が同機種を導入したため）。
- 1996年
  - 9月20日：日本アジア航空 (JAA) とのウェットリースによる石垣 - 台北/桃園線のチャーターフライト運航。
- 1997年
  - 4月15日：那覇 - 与論線を子会社の琉球エアーコミューターに移管（同社の最新機種DHC-8-Q100導入に伴うもの、機材もYS-11から変更）。
  - 7月18日：久米島空港の滑走路が2,000mへ延長されジェット化に伴い、那覇 - 久米島線がこれまでのYS-11に代わって同空港初のジェット旅客機となるボーイング737-200での運航となる。また同時に東京/羽田 - 久米島線 就航（ - 9月、以降1998年 - 2006年までは6月 - 9月、2007年以降は7月中旬 - 9月の季節限定運航となる。また2007年以降は久米島発は那覇経由となる）。
  - 8月1日：東京/羽田 - 那覇線 就航（当社初の国内幹線路線の就航、最終便のみだが10月 - 翌年5月には那覇発のみ午前便が増便）。
- 1998年
  - 10月1日：那覇 - 高知線 就航（松山線と交互で週3日の運航、2009年2月で運休）。
- 1999年
  - 5月26日：那覇空港国内線ターミナルビルが現在地に移転・供用開始。これにより国内線ターミナルビルが統合され、これまで別ビルだった日本航空（JAL）や全日空 (ANA) グループ、日本エアシステム （JAS・のちにJALに統合）との乗換えが便利になる。
  - 7月1日：大阪/関西 - 那覇線 就航。
  - 7月15日：YS-11が与那国空港のジェット化に伴い退役。
  - 7月16日：与那国空港のジェット化に伴い、石垣 - 与那国線がこれまでのYS-11に替わって同空港初のジェット旅客機となるボーイング737-200での運航となる。
- 2001年
  - 4月1日：福岡 - 那覇線 就航（JALの一部を移管）。那覇 - 福島線をJALから移管・就航（2009年2月で運休）。
- 2002年
  - 2月9日：当社初のジェット旅客機であるボーイング737-200が久米島初那覇行の便で退役、同機材では日本最後の運航となった[17]。
  - 7月16日：那覇 - 富山線 就航（以後2005年まで7月中旬 - 8月の夏季限定運航）。
  - 10月：持株会社日本航空システム（のちに日本航空に社名変更後、日本航空インターナショナルに吸収合併）発足に伴い、当社は日本航空インターナショナル（現・日本航空）の子会社となる。
- 2003年
  - 1月：ロゴ・航空機塗装デザインを変更（JALにあわせて"JTAノ"ロゴに。変更初号機就航は同年2月より）。
  - 7月17日：大阪/伊丹 - 石垣線 就航。同時に石垣発大阪/伊丹行きが宮古経由となるため宮古→大阪/伊丹線（宮古発の片道のみ）も就航。それに伴い石垣発大阪/関西行きの経由地が那覇空港となる。（いずれも2007年3月で運休、ただし石垣発大阪/関西行きの那覇経由は6月まで継続）。
- 2006年
  - 3月16日：那覇 - 北九州線 就航（2010年5月5日で運休）。
- 2007年
  - 4月1日：日本トランスオーシャン航空、日本航空インターナショナル、日本アジア航空、JALウェイズ、JALエクスプレス、ジェイ・エアが『ワンワールド』に正式加盟・サービス開始。
  - 7月1日：神戸 - 那覇線（JAL便の一部を移管）、神戸 - 石垣線（石垣発神戸行きは那覇経由、これにより石垣発大阪/関西行きの経由地が那覇空港から再び宮古空港となる）を就航。
- 2008年
  - 7月1日：神戸 - 那覇線を全便JALより移管（一部はJAL機材・乗務員によるJTA便としてウェットリース運航）。東京/羽田 - 那覇線 深夜便運休。
- 2009年
  - 2月1日：名古屋/中部 - 石垣線 就航（石垣発名古屋/中部行きは那覇経由、これにより那覇発のみだが那覇 - 名古屋/中部線が14年ぶりに運航再開（中部国際空港行きは初））、那覇 - 松山線が毎日運航再開（高知線 運休に伴うもの）。
- 2010年
  - 5月31日：神戸 - 那覇線、神戸 - 石垣線 運休（これにより石垣発大阪/関西行きの経由地が宮古空港から再び那覇空港となる）。
  - 10月30日：前身の南西航空時代に初の沖縄県外定期路線として就航した那覇 - 松山線が運休。
  - 10月31日：福岡 - 那覇線の全便をJALより移管（ただし一部臨時便としてJALが運航する場合あり）。
- 2011年
  - 3月27日：名古屋/中部 - 那覇線が16年ぶりに全便JALより再移管され運航再開（那覇発は石垣発の経由地として2009年2月から運航再開しているが、逆の名古屋/中部発那覇行きは初運航）。
  - 7月：航空機塗装デザインを変更（変更初号機就航は同年7月中旬より）[18]。
- 2012年
  - 3月24日：名古屋/中部 - 石垣線 運休。
  - 7月13日：大阪/関西 - 那覇線の一部をJALより移管（那覇発は石垣発便の経由地として運航している）。
- 2013年
  - 1月8日：石垣 - 与那国線 運休（代替として琉球エアーコミューター便が増便）[19]（運休後も同年2月29日から3月17日までの間、金・日曜に2往復4便を運航[20]）
  - 3月7日：石垣発着便を石垣空港から新石垣空港（南ぬ島石垣空港）に変更。それに伴い石垣発の東京/羽田線・大阪/関西線を直行化。
  - 3月：機材刷新計画で現在のB737-400からB737-800に移行すると発表した。
- 2016年
  - 1月21日：JTAの次期新機材となるB737-800初号機を北米ボーイング・フィールドのデリバリーセンターで受領した。
  - 2月10日：B737-800初号機就航。
- 2018年
  - 5月14日：沖縄出身の安室奈美恵の芸能デビュー25周年と9月の引退を記念した特別デザイン機"AMURO JET"を期間限定で就航[21]。
- 2019年
  - 5月26日：B737-400が完全退役[22][23]。
  - 6月8日：羽田 - 宮古島便に搭乗予定だった機長からアルコールが検出される[24][25]
  - 10月1日：ハワイアン航空とコードシェア開始。
- 2020年
  - 4月1日：JALグループとして7年ぶりに、制服を一新[26]
- 2021年
  - 3月28日：繁忙期期間運航便として名古屋/中部 - 宮古線新規就航、名古屋/中部 - 石垣線運航再開[27]。同時に東京/羽田 - 宮古線、石垣線、久米島（夏季運航）線においてJALとの運送の共同引受開始に伴い、JAL便としての運航開始。
  - 4月29日：繁忙期期間運航便として大阪/関西 - 宮古線運航再開[28]。
- 2023年
  - 3月26日：JALとの運送の共同引受として東京/羽田 - 小松線、東京/羽田 - 岡山線でJAL便としての運航開始[29]
- 2025年
  - 1月22日：2025年度中に初の国際定期便として沖縄/那覇 - 台北/桃園線に就航すると発表。正式な就航日は決定次第、公表される。[30]
  - 8月19日：前述の沖縄/那覇 - 台北/桃園線の就航が2026年2月に決定。毎日1往復(現地時間で、那覇午前8時台発、台北午前10時台発)運航する予定。航空券の発売日等は決定次第、公表される。[31]

## 運航機材
ボーイング787型機の開発以降は使用されなくなったものの、それ以前の保有機材においては発注したボーイング製機材に顧客番号（カスタマーコード）が割り振られており、日本トランスオーシャン航空（JTA）が発注した機材の番号はQ3であった。2024年現在ではJTAの全保有機にカスタマーコードが割り振られているが、先述したJAL本社からの移籍機材2機には本社のコード46が割り振られている。詳細はボーイング・カスタマーコード一覧を参照。

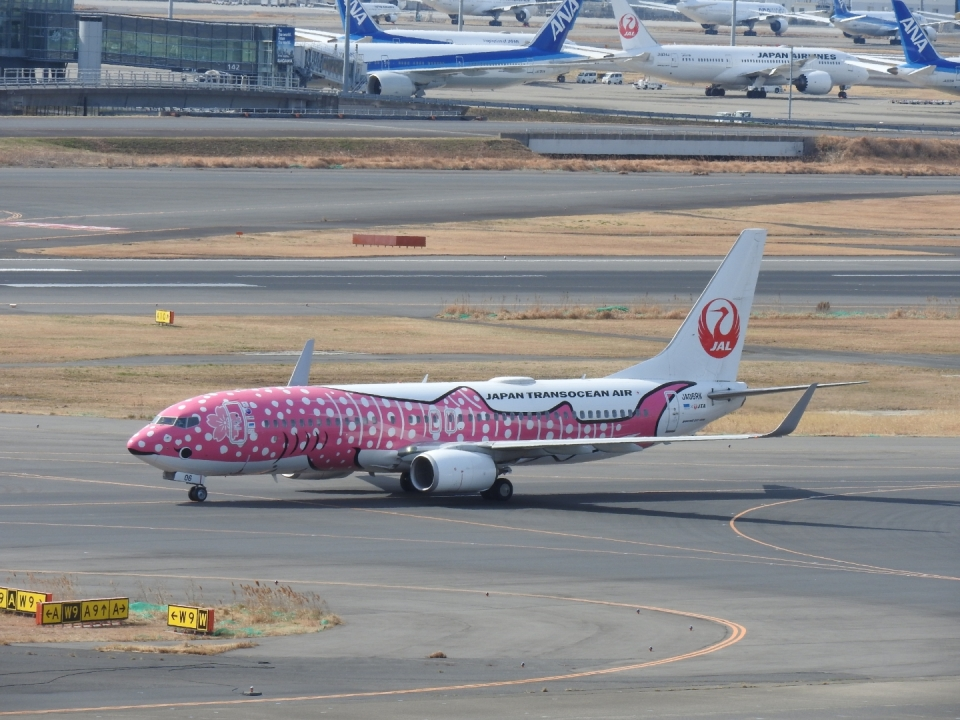
ボーイング737-800（2代目サクラジンベエジェット）

- ボーイング737-800【14機】[注 3]
  - JTAに直接導入された12機、及び新型コロナ禍以降にJALから移籍された2機の合計14機で構成されている。座席数は165席仕様（クラスJ：20席/普通席：145席）であり、JTAと親会社のJALで共通の座席仕様となっている(但し、座席上部の荷物棚など、一部内装が異なる点がある。また、機内安全ビデオも JALからの移籍機はJTAオリジナルのものではなく、JALで使用されているものである)。

### 機材削減
- JTAは2012年1月17日、16機体制から2013年1月までに4機削減し、12機体制とすると発表した。格安航空会社の沖縄進出を前にした構造改革の一環。これに伴い、2012年3月に那覇 - 久米島線を減便、名古屋/中部 - 石垣線を運休した。また2013年1月には石垣 - 与那国線を減便。那覇 - 久米島線・石垣 - 与那国線は琉球エアーコミューターの増便で対応する[32]。

### かつて保有していた機材
- 日本航空機製造YS-11
- ボーイング737-200【10機】
- ボーイング737-400【23機】
  - 2019年5月26日を以て全機が退役[33]。
- ボーイング767-200【2機】
  - JAL本社から短期間リースされていた。

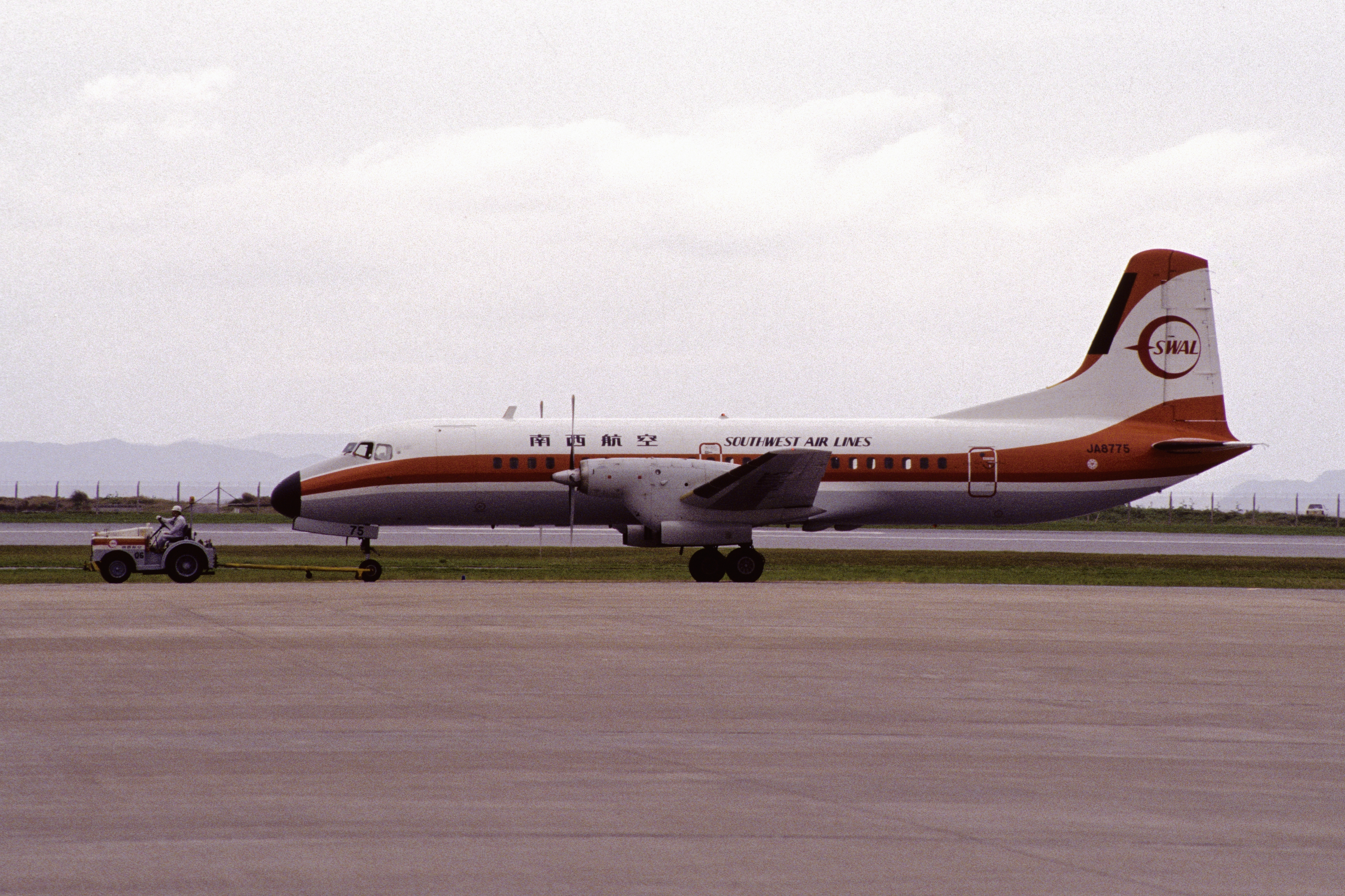
YS-11
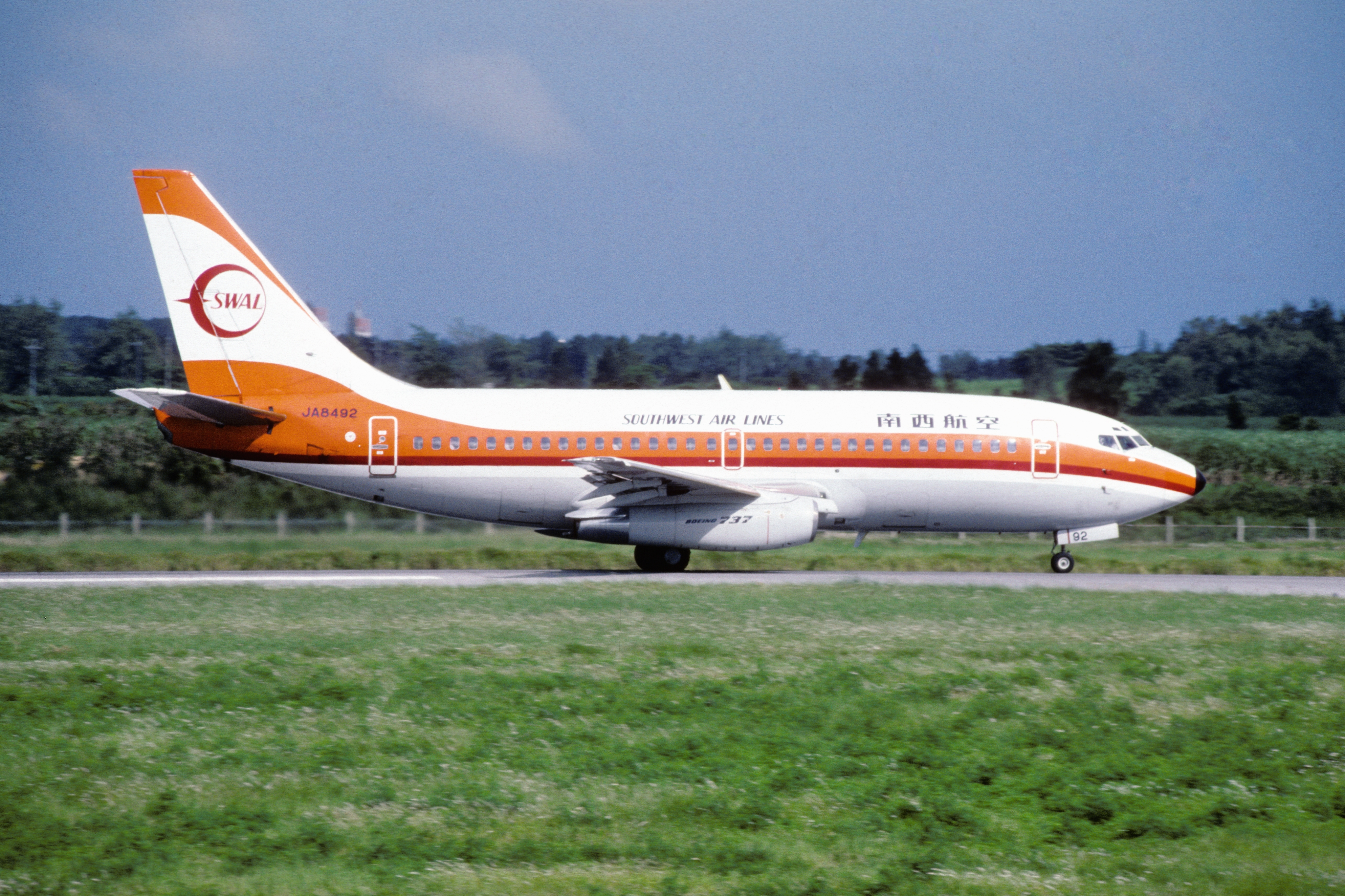
SWAL塗装のボーイング737-200
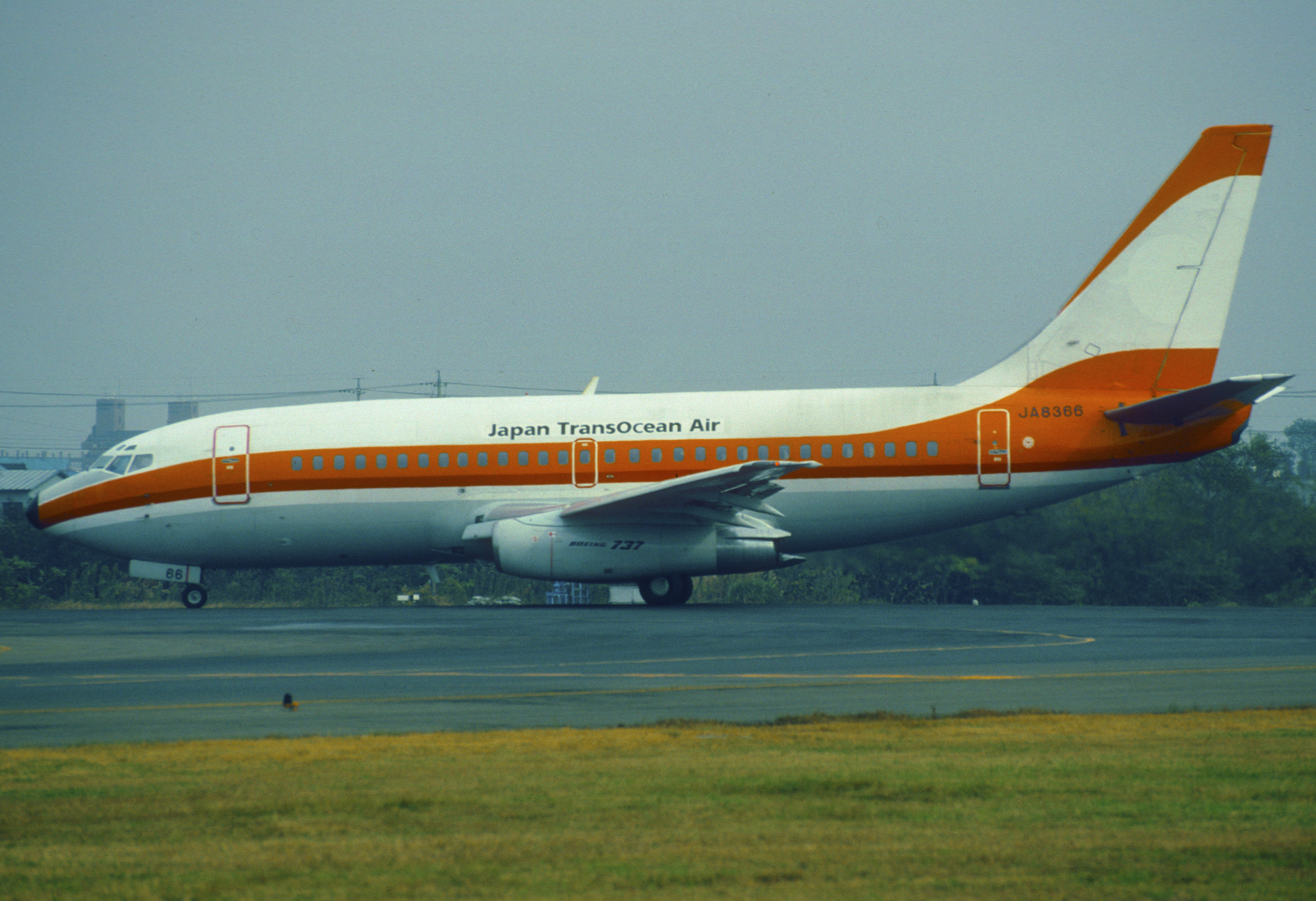
SWAL塗装からJTA塗装に変更されたボーイング737-200
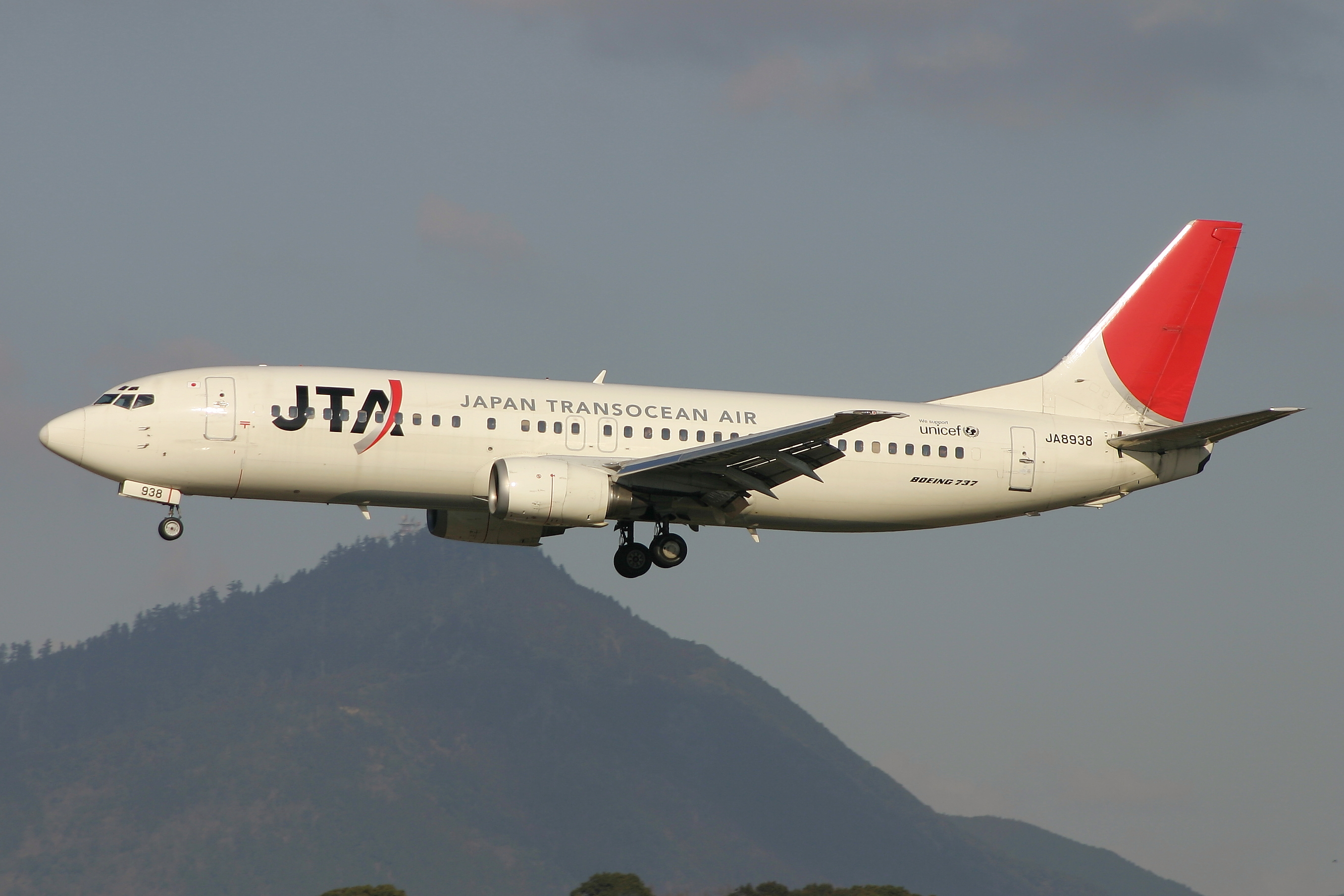
ランディング中のボーイング737-400
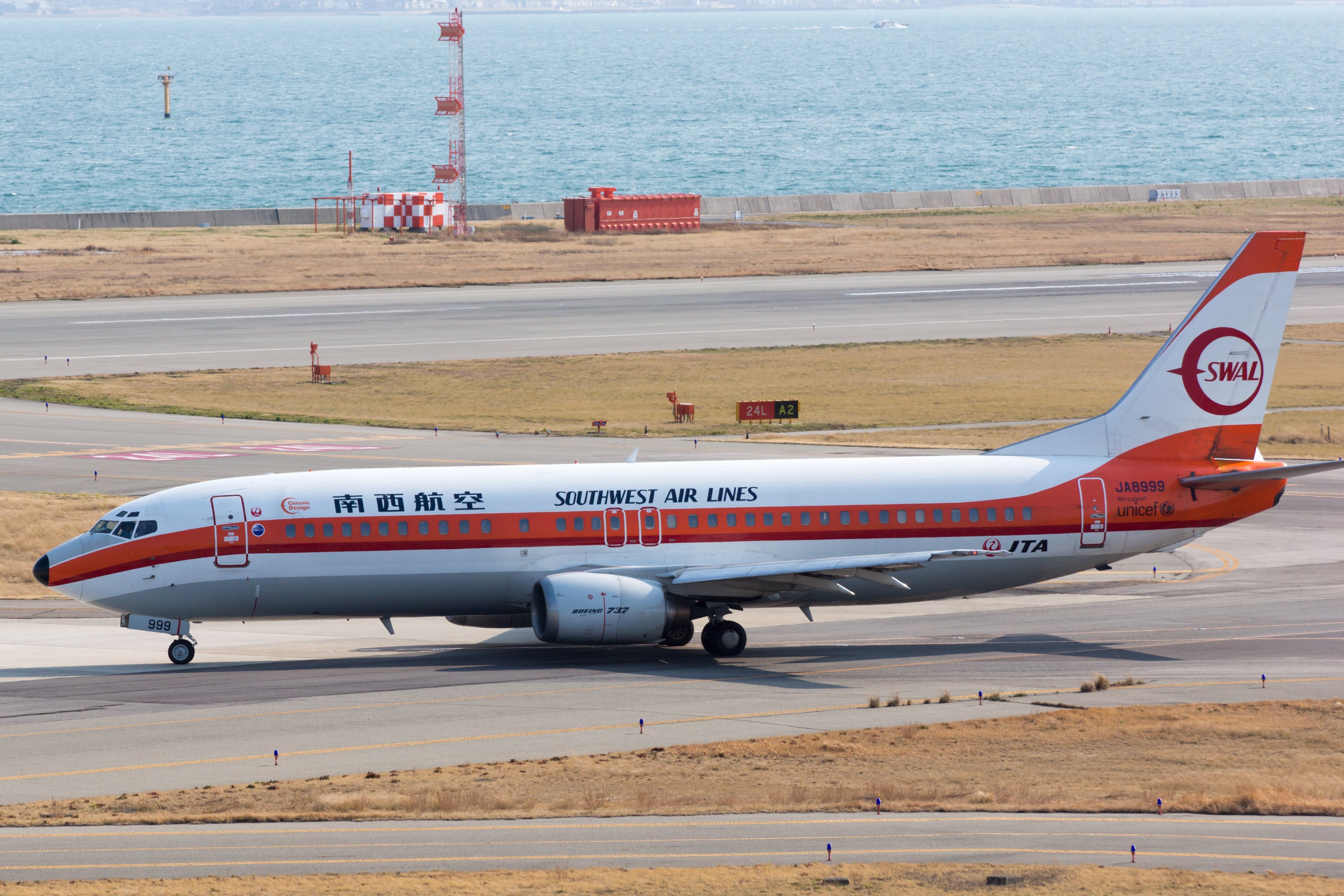
SWAL塗装のボーイング737-400
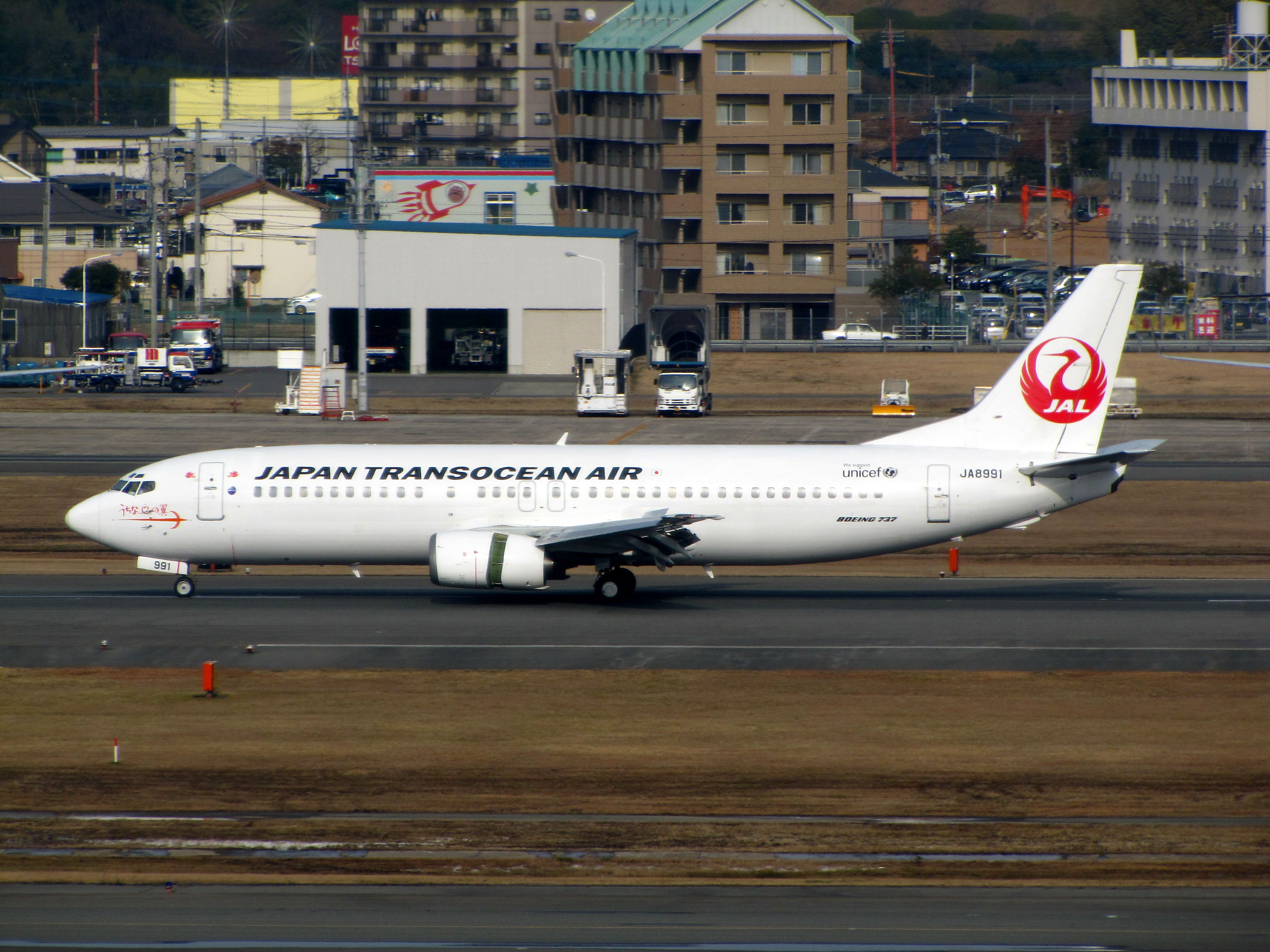
現塗装のボーイング737-400
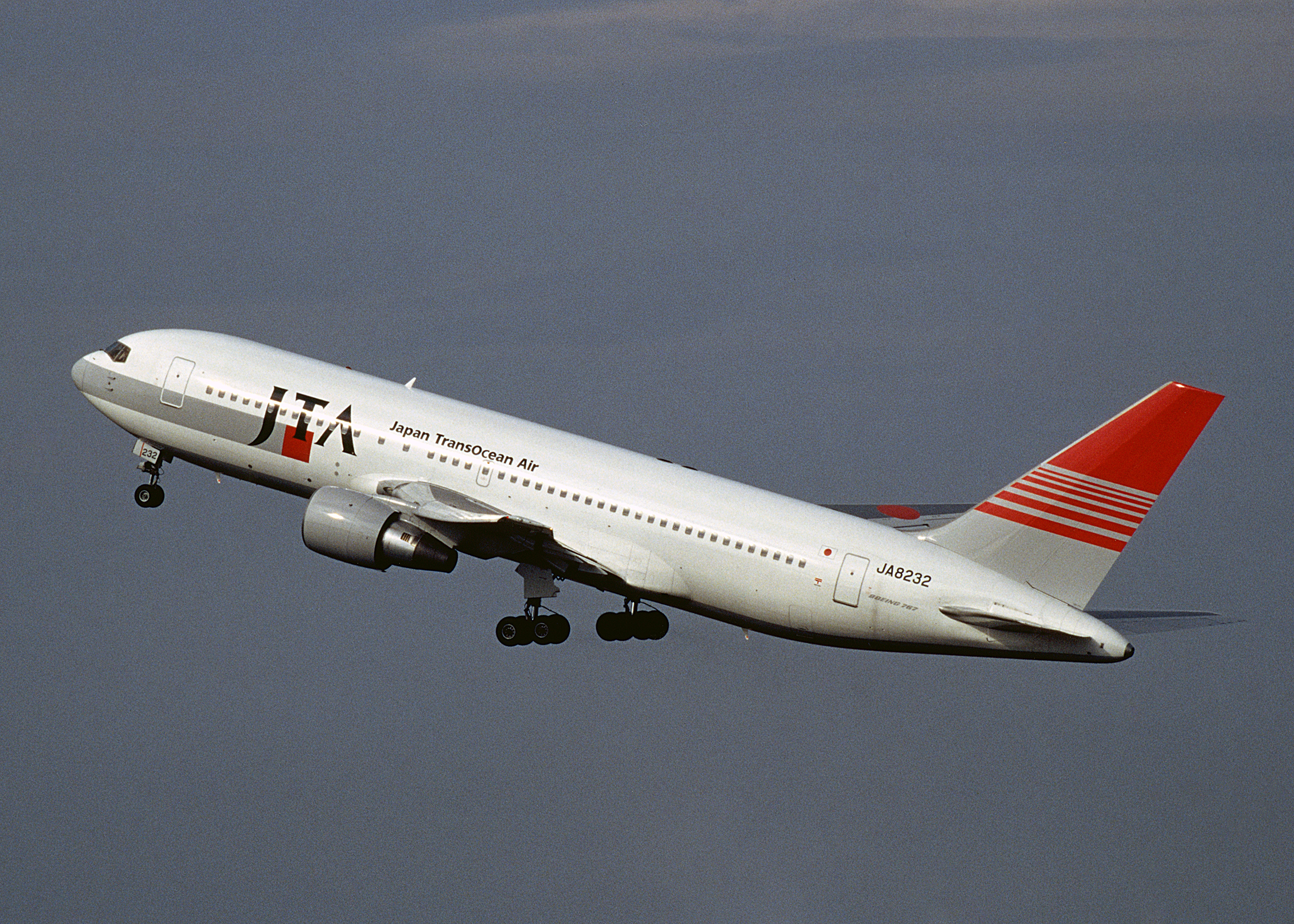
ボーイング767-200

### 整備を受託している航空会社及び官公庁
ボンバルディア・エアロスペース社機材
- DHC-8-Q300 DHC-8-Q400CC （琉球エアーコミューター）（海上保安庁）

エンブラエル社機材
- エンブラエル 170 （ジェイエア）（フジドリームエアラインズ）
- エンブラエル 175 （フジドリームエアラインズ）
- エンブラエル 190 （ジェイエア）

## 機体塗装
南西航空時代は独自のデザインを採用していた時期もあったが、社名変更後は基本的にJALデザインと同じである。

### SWAL時代
設立当時
前身の琉球航空と同様、当時のJALの青と赤のラインのデザインをベースに社名とロゴマークを変更したもので、機体側面に「南西航空」の文字が施され、操縦席窓の横と垂直尾翼に新たなロゴマークが描かれた。ロゴマークは、鳥が広げた翼で作られた輪（鶴丸ではない）の中に斜体字で「SWAL」と表記され、全体の円形で南国の太陽と日の丸を表すとともに、島々の間を飛ぶ鳥の姿をイメージしていた。
2代目
1978年12月のSWAL初のジェット機である737-200型機就航と同時に導入。JALの塗装とはまったく異なり、オレンジを基調としたラインと「南西航空 SOWTHWEST AIR LINES」の文字が施され、垂直尾翼はオレンジ色で縁どられてその中心に設立当時と同じロゴマークが描かれた。JTAへの社名変更後も、一部の機体は尾翼のロゴマークを消したうえでしばらく用いられていた。2013年には、新石垣空港の開港を記念して「SWALジェット」としてJA8999に南西航空時代の復刻塗装が施された。

### JTA時代
3代目
1993年のJTAへの社名変更と同時に導入。当時のJALと同じくランドーアソシエイツによる灰色と赤色のブロックを組み合わせたデザインである。ただし「JAL」ではなく「JTA」（Tの間に赤いブロックが入り、Aの横棒がない）に置き換えられ、垂直尾翼は鶴丸ではなく赤を基調とし、中間部から下に横方向に灰色のラインを横方向に配し、付け根は灰色となるデザインであった。
4代目
2003年に導入。日本航空と日本エアシステムの経営統合時に採用されていた「The Arc of the Sun（太陽のアーク）」によるデザインである。ただし「JAL」ではなく「JTA」（Aの横棒がなくノが入る）のロゴが配置され、「JAPAN TRANSOCEAN AIR」とその横に表記されていた。
5代目
JALの鶴丸採用によるデザインであり、白を基調に斜体黒字で「JAPAN TRANSOCEAN AIR」と表記され、尾翼に鶴丸が配される。ただし鶴丸の文字は「JAL」である。その他、機首部分には「うちなーの翼」（ーの部分がハート型）のロゴ表記が、乗降扉周りにはデイゴのシルエットがそれぞれ配されている。

### 特別塗装
| 名称                                            | 運行期間                     | 運航機材                                                                           | 概要 |
| ----------------------------------------------- | ---------------------------- | ---------------------------------------------------------------------------------- | --- |
| ジンベエジェット                                | 2012年12月26日-              | JA8939→JA05RK                                                                      | 沖縄美ら海水族館とのタイアップ |
| さくらジンベエ                                  | 2012年12月26日-              | JA8992→JA06RK                                                                      | 沖縄美ら海水族館とのタイアップ |
| ぱいーぐる・ピカリャ～ジェット                  | 2013年2月11日-6月下旬        | JA8597                                                                             | 新石垣空港の開港を記念して就航、同空港マスコットキャラクター「ぱいーぐる」と沖縄県竹富町マスコットキャラクター「ピカリャ～」が機体後方に描かれた特別デザイン                                |
| 「O+」ジェット                                  |                              | JA01RK                                                                             | 機体後方のポートサイドに沖縄と世界、日本全国を繋ぐカンファレンスイベント「O+《Connecting Okinawa》」のロゴマークが描かれていた特別デザイン機                                                |
| 世界自然遺産登録の支援活動 ～ウィングレット編～ | 2017年4月14日-               | JA01RK（ヤンバルクイナ）/JA02RK（イリオモテヤマネコ）/JA03RK（アマミノクロウサギ） | 奄美大島と徳之島、沖縄島北部、西表島の世界自然遺産登録を後押しする活動の一環で地域に生息する希少動物を主翼端ウィングレットに描いた3機（JA03RKは空手ジェットや「憩うよ、沖縄。」と複合塗装） |
| 空手ジェット                                    | 2018年2月7日-2020年9月24日   | JA03RK/JA04RK                                                                      | 東京2020オリンピック競技大会から正式種目となる、「空手」の発祥の地が沖縄であることを広く世間に周知することを目的に就航                                                                      |
| AMURO JET                                       | 2018年5月14日-9月28日        | JA07RK                                                                             | 就航同年9月に引退した沖縄出身の歌手・安室奈美恵とのタイアップ |
| ウルトラマンJET                                 | 2018年10月29日-2019年9月23日 | JA09RK                                                                             | 2017年8月一般財団法人アニメツーリズム協会が選定する「訪れてみたい日本のアニメ聖地88」に「金城哲夫資料館」が選出されたことを記念した特別デザイン機                                           |
| 世界自然遺産登録の支援活動 ～世界自然遺産号～   | 2019年8月31日-2020年9月14日  | JA11RK                                                                             | 世界自然遺産推薦地域である国頭村・大宜味村・東村・竹富町在住の小・中学生を対象に開催された図画コンクールでの最優秀賞作品の特別デザイン機                                                    |
| 「首里城」特別デザイン機                        | 2020年1月29日-2021年4月20日  | JA08RK                                                                             | 2019年10月31日未明に発生した首里城火災を受け、沖縄のシンボルである首里城をデザインした「首里城」特別デザイン機                                                                              |
| 憩うよ、沖縄。特別デザイン機                    | 2020年10月1日-2022年3月27日  | JA03RK                                                                             | 沖縄観光コンベンションビューロー(OCVB)が発表した「憩うよ、沖縄。」誘客キャンペーンに協賛し、キャンペーンロゴを使用したデザイン                                                              |
| 目指せ！世界自然遺産登録デザイン機              | 2021年3月21日-9月1日         | JA11RK                                                                             | 世界自然遺産推薦地域の小・中学生を対象に開催された図画コンクールでの受賞作品の特別デザイン機                                                                                                |
| 祝！世界自然遺産登録デザイン機                  | 2021年9月2日-2022年4月14日   | JA11RK                                                                             | 世界自然遺産推薦地域の小・中学生を対象に開催された図画コンクールでの受賞作品の特別デザイン機                                                                                                |
| 世界自然遺産 特別デザイン機                     | 2023年1月17日-2024年1月27日  | JA10RK                                                                             | やんばる・西表島地域の小・中学生を対象に開催された図画コンクールでの受賞作品の特別デザイン機                                                                                                |
| 世界自然遺産 特別デザイン機                     | 2024年3月7日-2025年1月19日   | JA12RK                                                                             | 北部地域と八重山地域の小・中学生を対象に開催された図画コンクールでの受賞作品の特別デザイン機                                                                                                |
| 世界自然遺産 特別デザイン機                     | 2025年2月27日-               | JA10RK                                                                             | 北部地域と八重山地域の小・中学生を対象に開催された図画コンクールでの受賞作品の特別デザイン機                                                                                                |

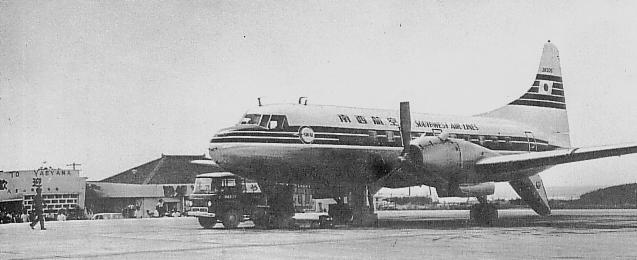
初代塗装 （コンベア240）
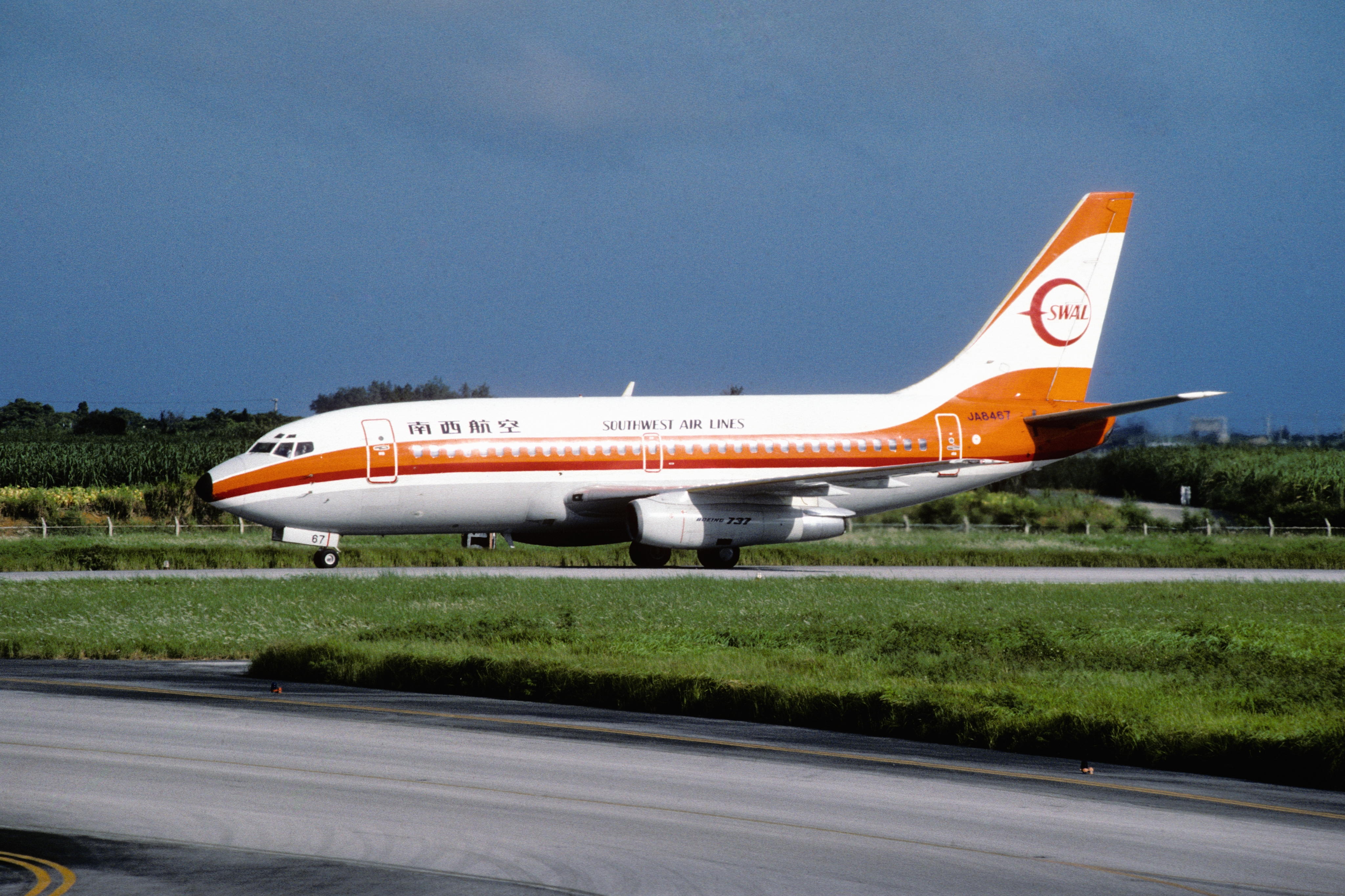
2代目塗装 （ボーイング737-200）
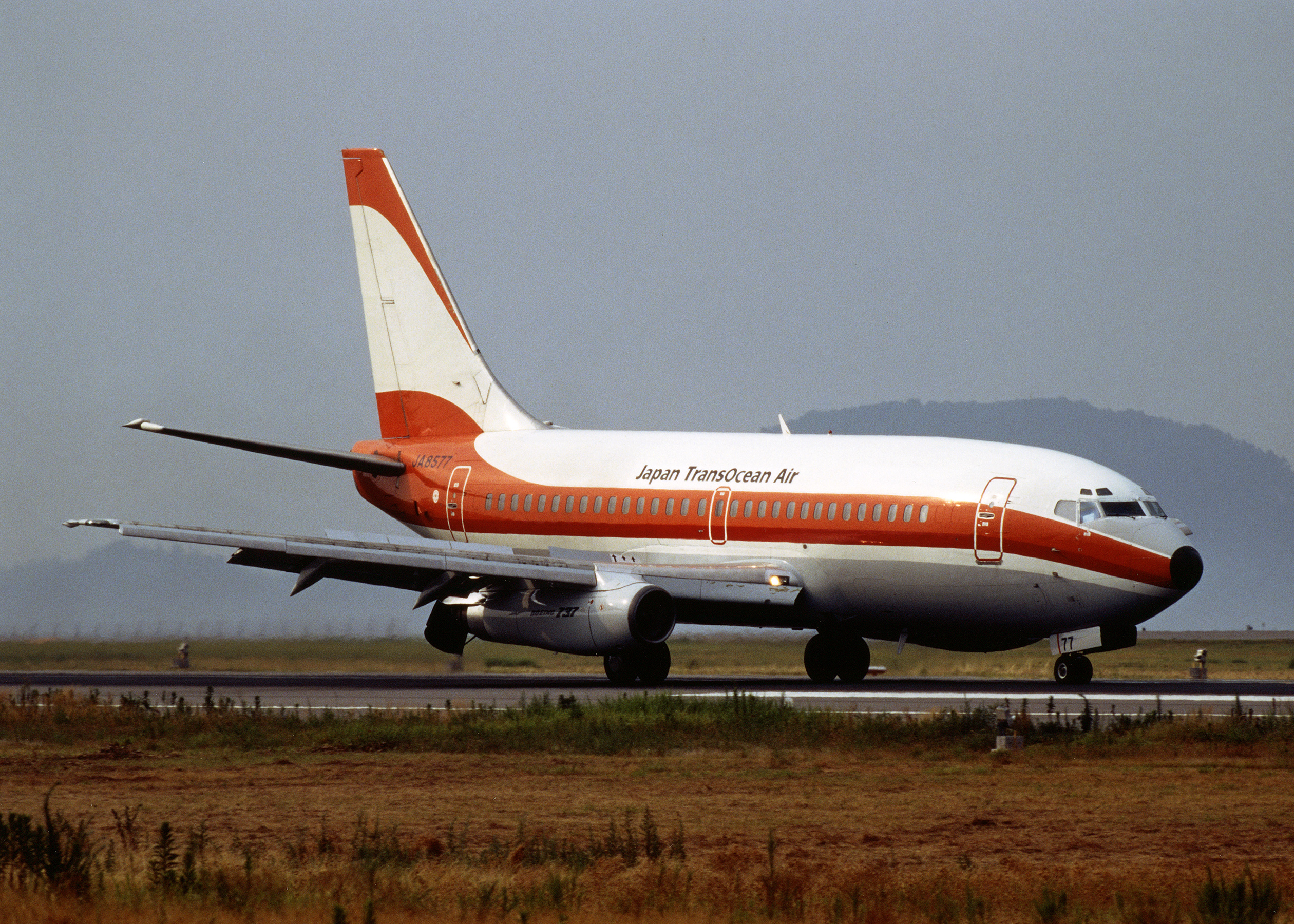
2代目塗装社名変更後 （ボーイング737-200）
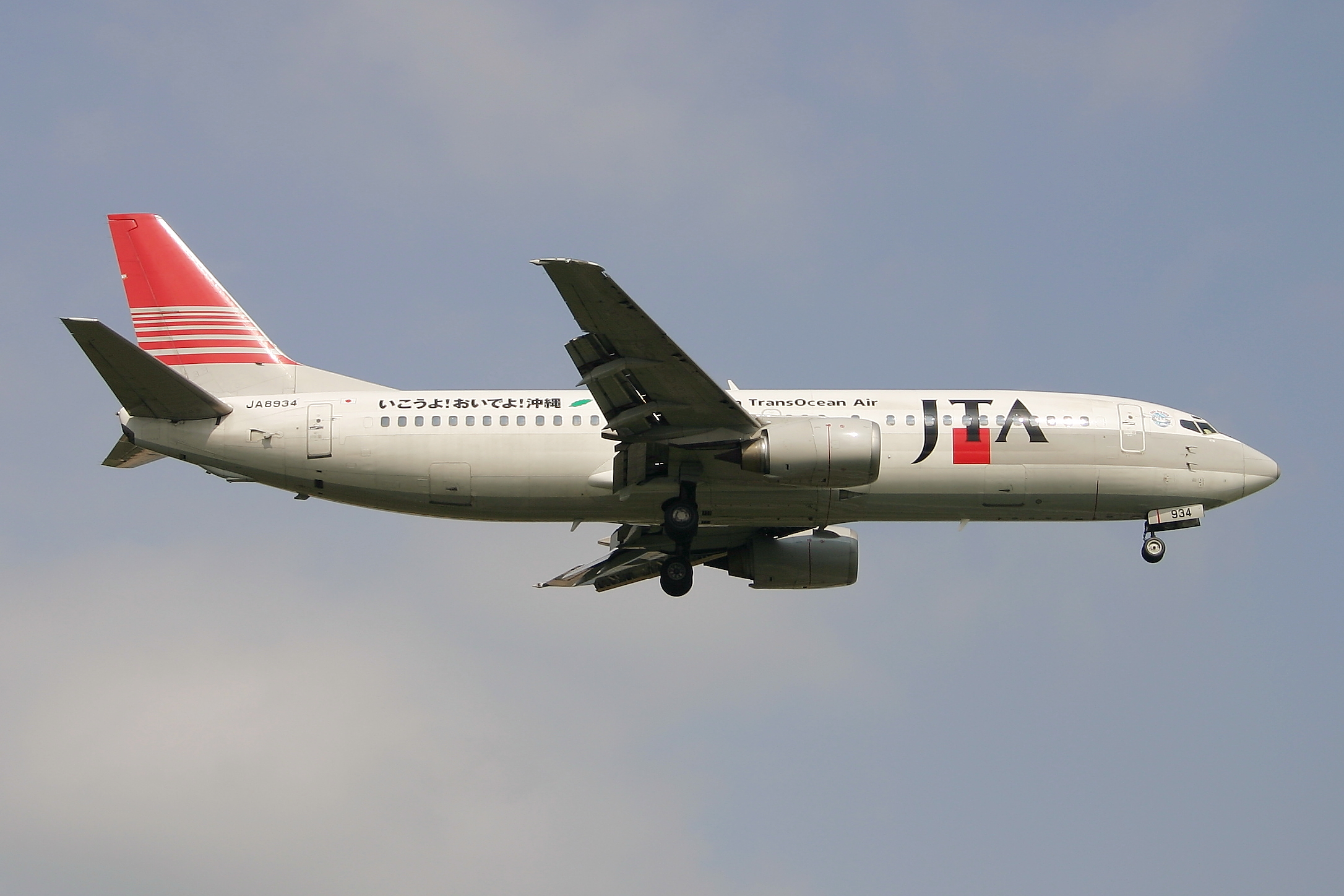
3代目塗装 （ボーイング737-400）
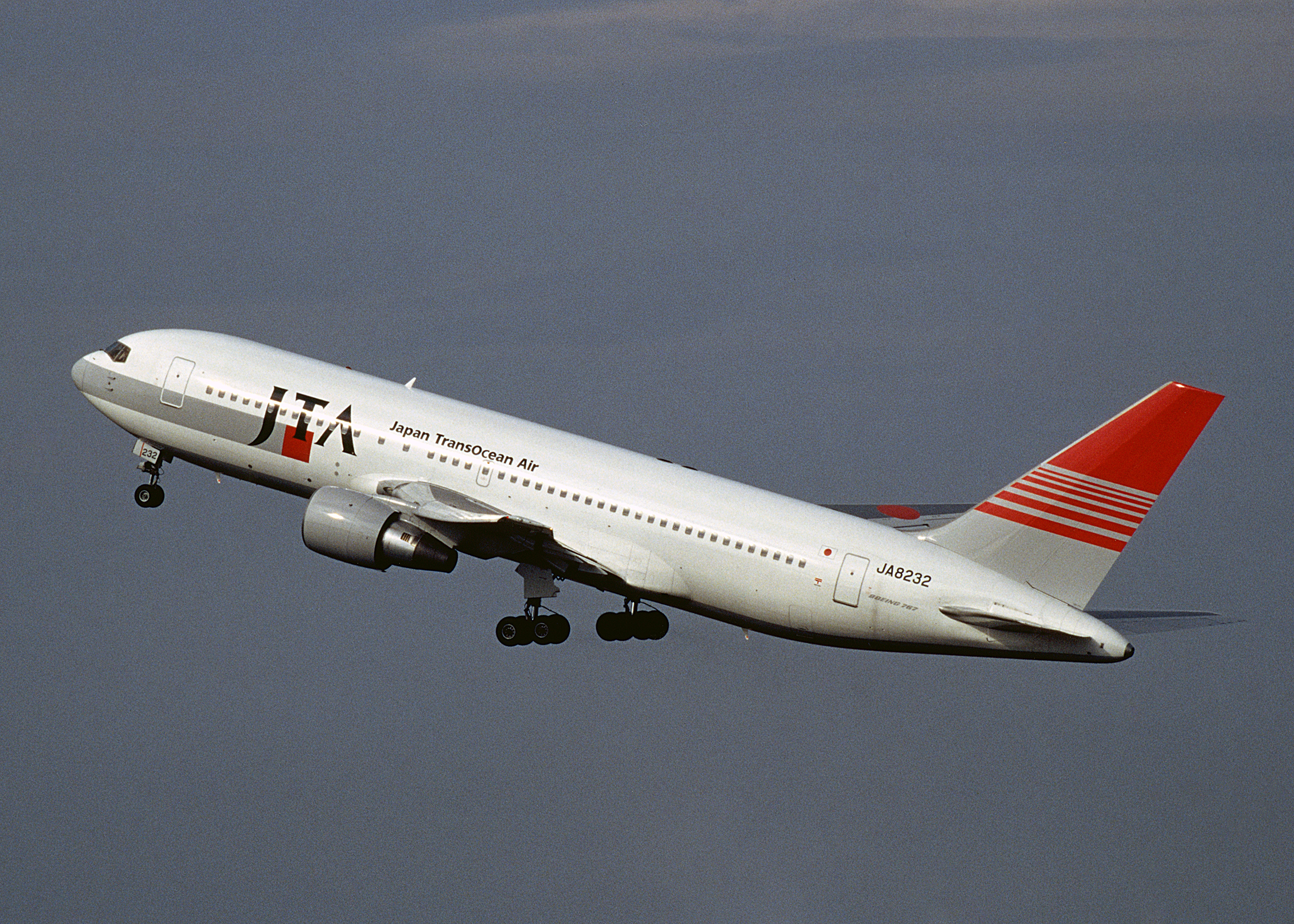
3代目塗装 （ボーイング767-200、JALからのリース機材）
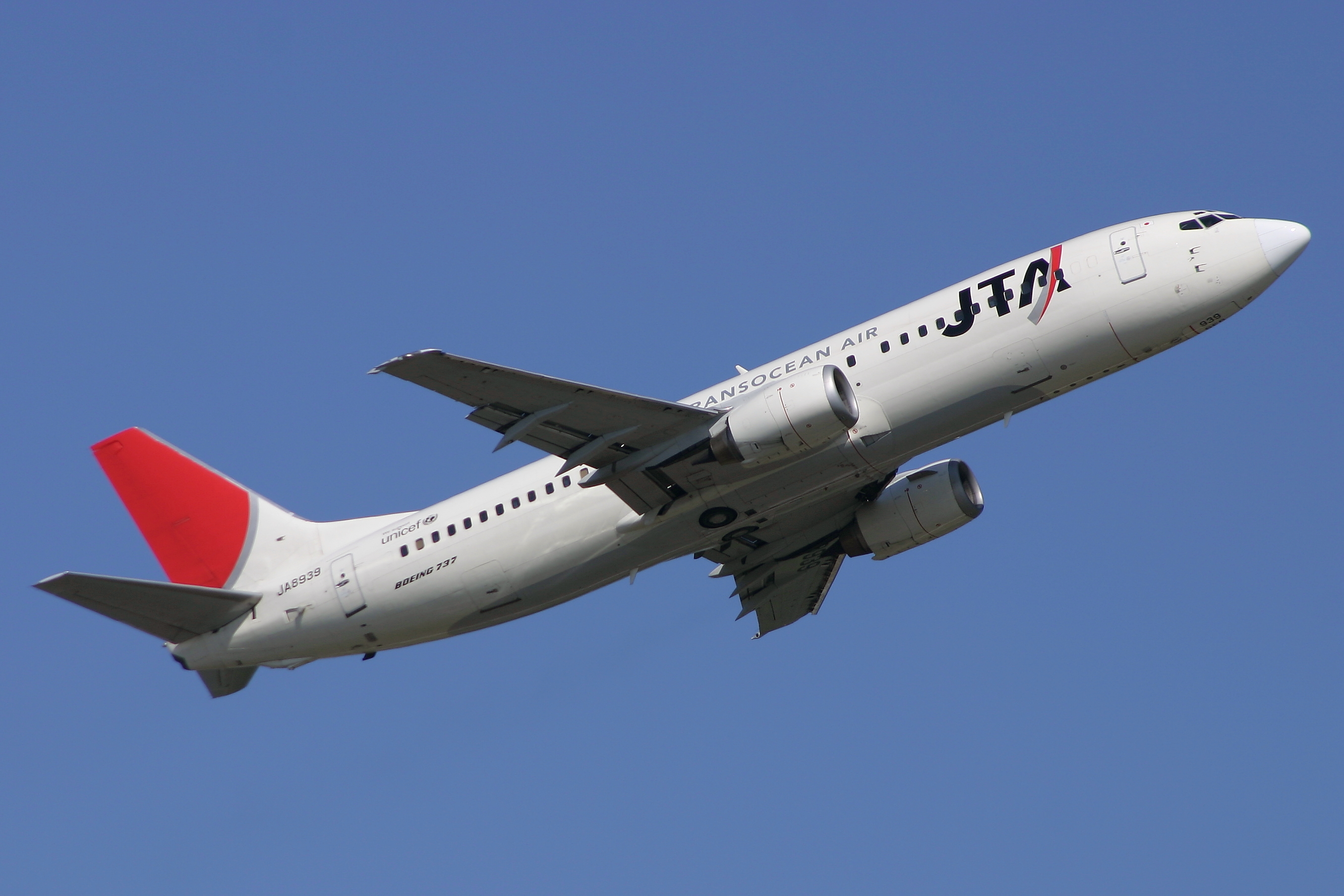
4代目塗装 （ボーイング737-400）
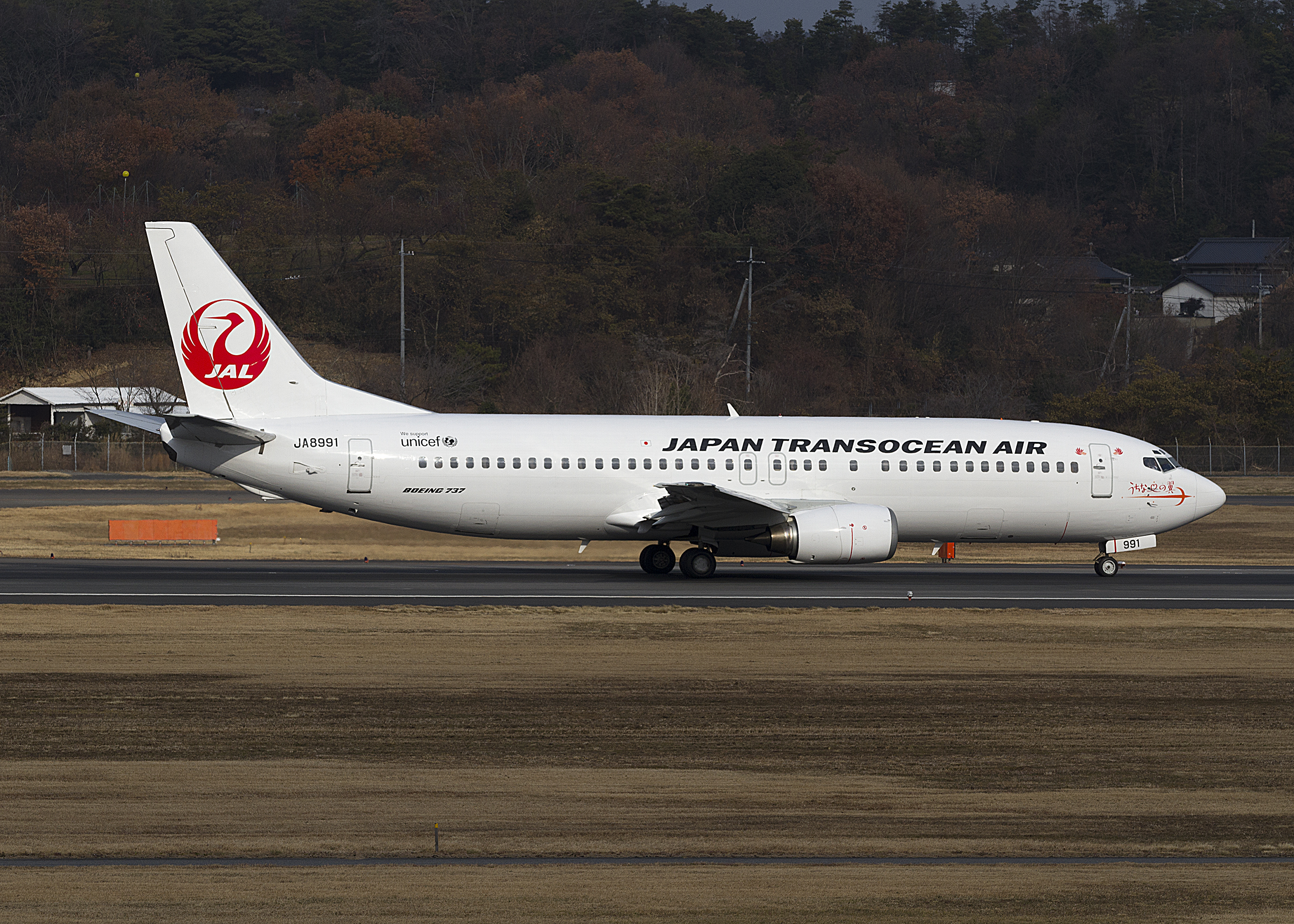
5代目塗装 （ボーイング737-400）
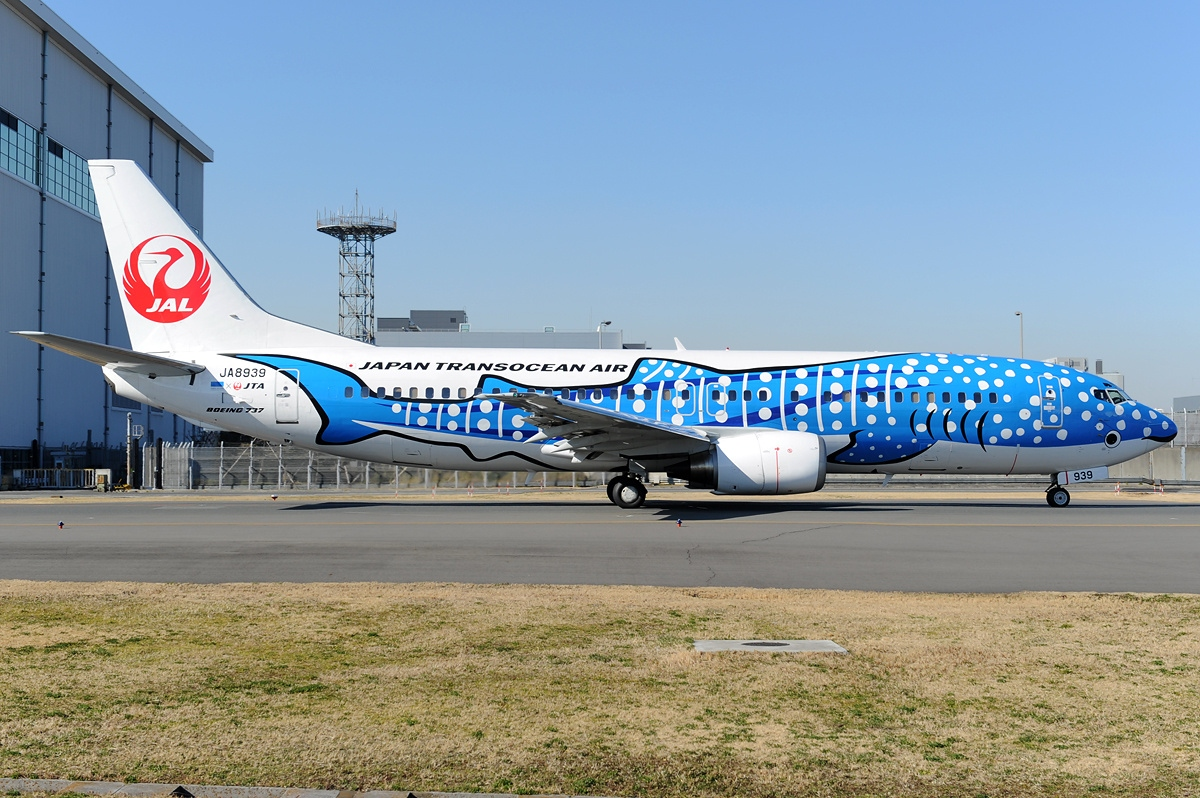
「ジンベエジェット」塗装機 （ボーイング737-400）
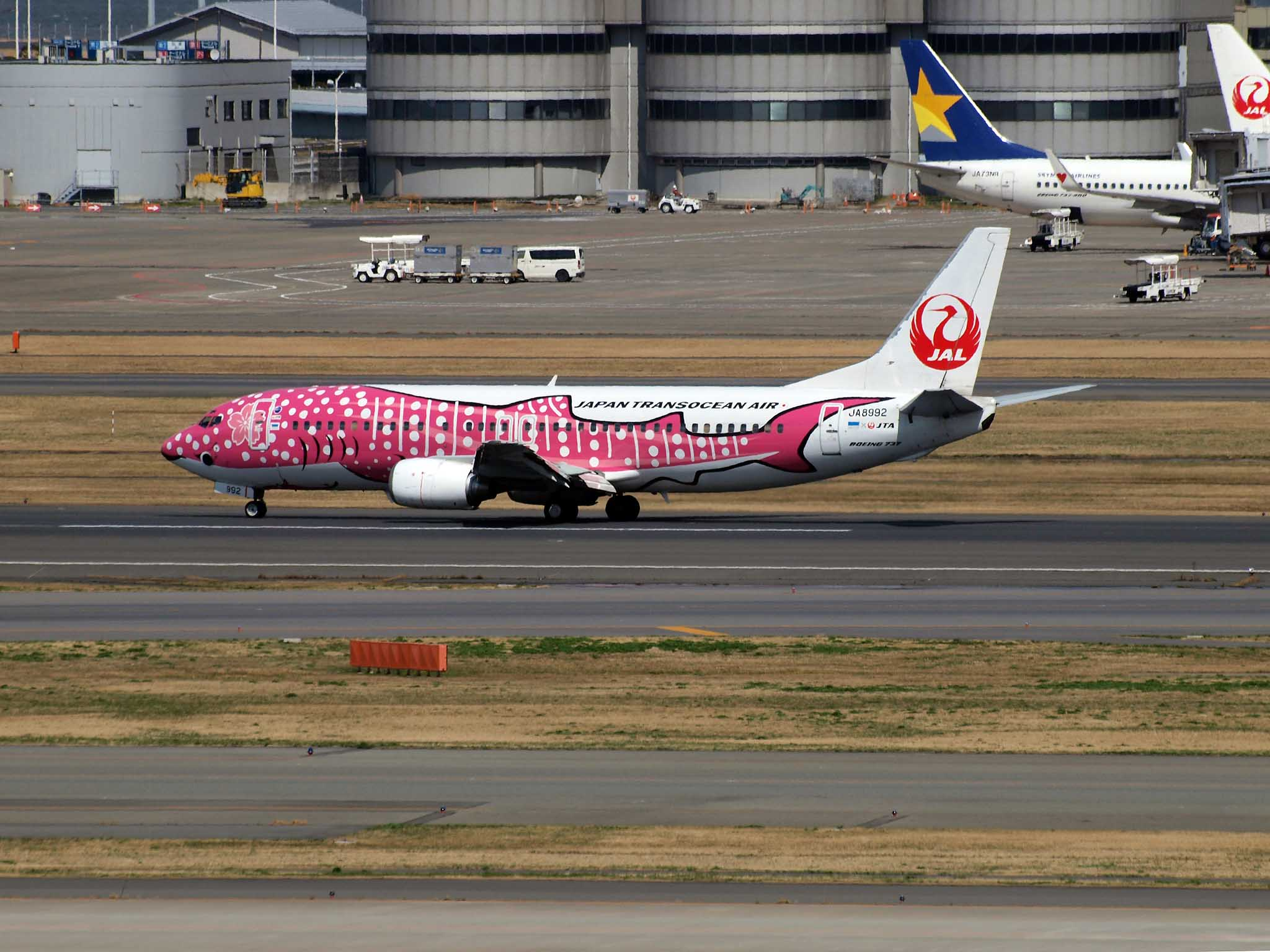
「さくらジンベエ」塗装機 （ボーイング737-400）
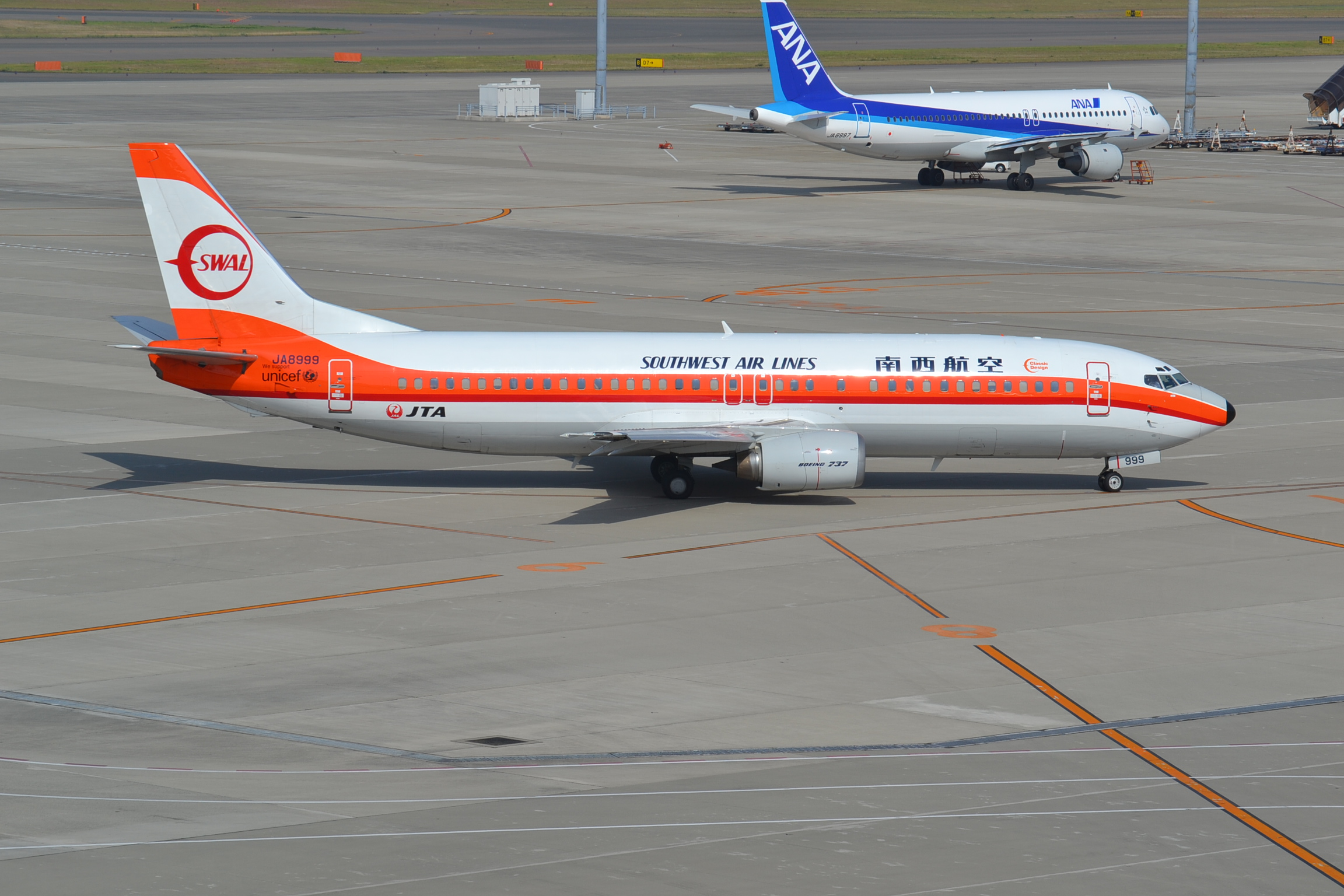
2代目復刻塗装機 （ボーイング737-400）
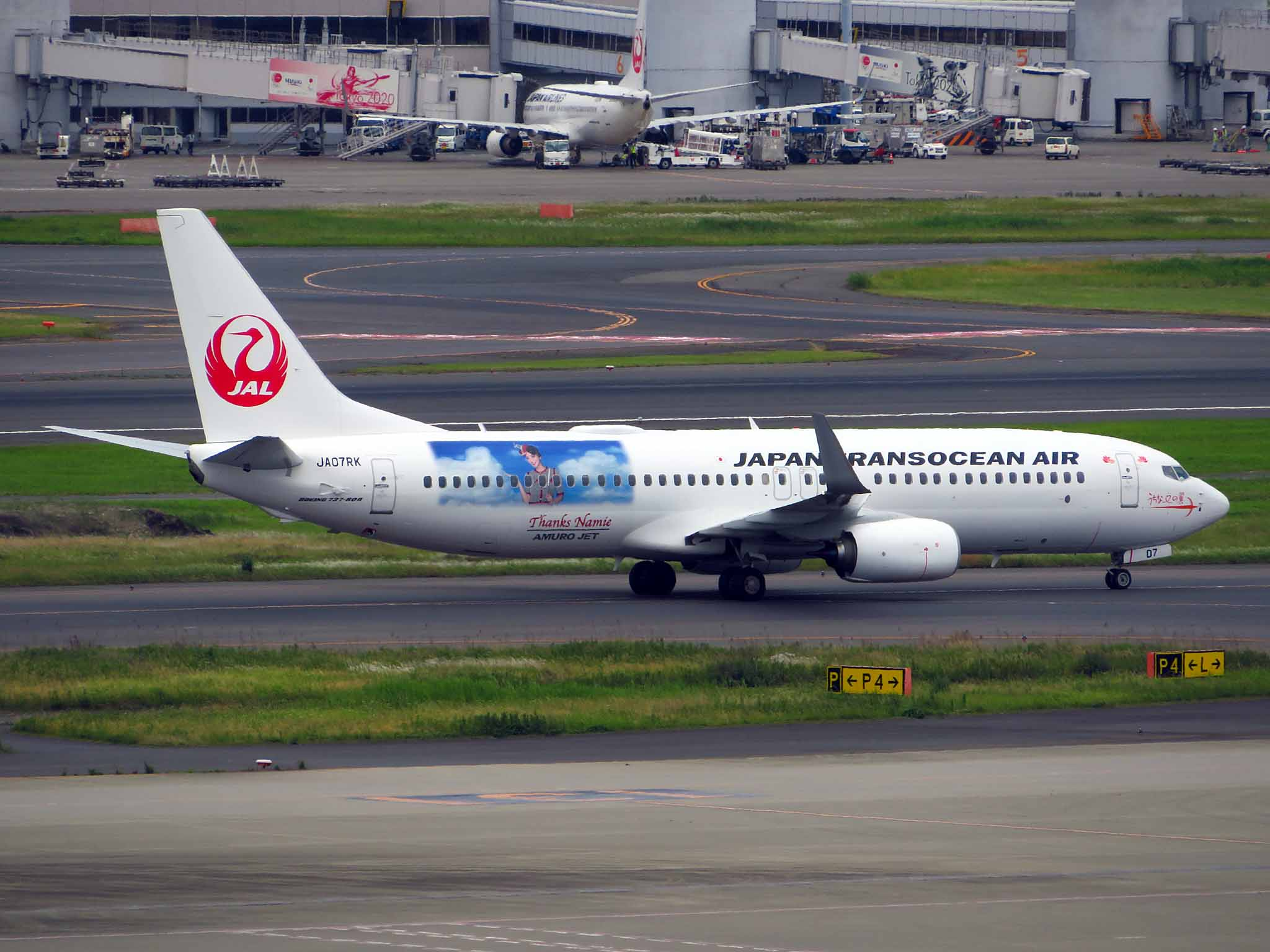
AMURO JET （ボーイング737-800）
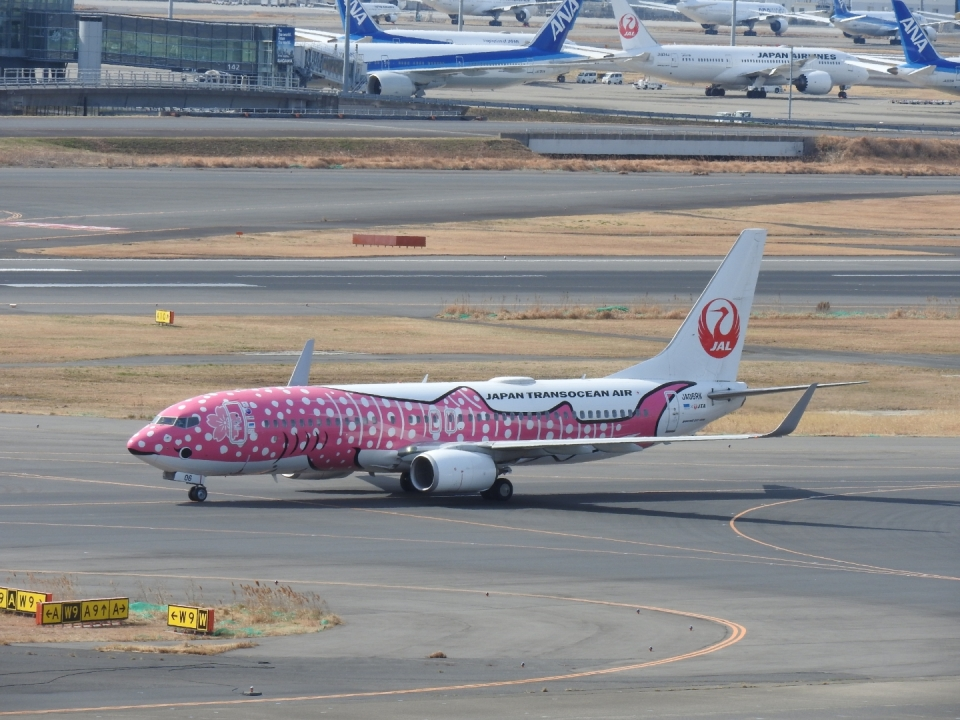
2代目サクラジンベイジェット (ボーイング737-800)

## 就航路線

### 現在の運航路線

#### 国内線
- 沖縄/那覇 - 東京/羽田（夏期季節運航、東京行きのみ[注 4]）※、小松、名古屋/中部、大阪/関西、岡山、福岡、久米島、宮古/宮古島、石垣
- 宮古/宮古島 - 東京/羽田※、大阪/関西
- 石垣 - 東京/羽田※、大阪/関西
- 久米島 - 東京/羽田（夏期季節運航、久米島発は沖縄/那覇経由[注 4]）※
- 東京/羽田 - 小松[51]※、岡山[51]※

※は運送の共同引受により、JAL便として運航。東京/羽田 - 宮古線、石垣線は繁忙期期間は供給座席増加のため、JAL本体の機材・乗務員による運航となる。

### 国際線
- 沖縄/那覇 - 台北/桃園
  - 2026年2月に同社初の国際定期便として就航予定[52][31]

### 過去の運航路線
グループ会社に移管した路線も含む
- 沖縄/那覇 - 福島、富山、名古屋/小牧、神戸、松山、高知、北九州、大分、鹿児島、沖永良部、与論、伊江島、南大東（旧）、北大東、粟国、下地島、多良間（旧）
- 宮古 - 名古屋/中部、大阪/伊丹（石垣発の経由地としての片道のみ運航）、石垣、多良間
- 石垣 - 名古屋/中部、大阪/伊丹（石垣発は宮古経由）、神戸（石垣発は那覇経由）、多良間、波照間、与那国
- 名古屋/小牧 - 山形

## 機内サービス
おおむね日本航空のサービス基準に従うが、日本航空の便とは以下の点で異なり、沖縄らしい内容となっている。
- 独自の機内誌『Coralway』（隔月刊）を用意している。内容は沖縄に特化しており無料で持ち帰り可。この他、日本航空の機内誌『SKYWARD』も用意している。
- オーディオサービスはJAL便で提供される一部チャンネルが放送されない替わりに、JTA独自のサービスで沖縄に関係あるミュージシャンのチャンネルが設定されていた。2021年4月1日に機内オーディオサービスは終了[54]し、機内Wi-Fiプログラムに変更されたが、2024年12月20日より、機内Wi-Fiにて、YouTube等のデジタルストリーミング再生が可能となった為、同年12月31日を持って、JAL/JTAオリジナルコンテンツ含む全てのオーディオサービスが終了[55]した。(親会社のJALでも、B737-800等の個人用モニターが無い機材では、オーディオサービスを終了している。)
- オリオンビールを販売。かつては本土 - 沖縄線に限られていたが、2024年3月1日より東京（羽田） - 小松/岡山線を除く全路線で購入できる[56]ようになった。
- 機内販売の商品は独自のものとなる。販売品は『Coralway』で紹介している。
- JTAオリジナルの機内安全ビデオ[57]が導入されている。当初は2021年3月26日から2021年4月5日までの期間限定での導入であったが、2023年11月より一部機材を除き通年で導入されている。「カラテファミリー」などの沖縄風のアニメキャラクターが登場するが、内容はJALグループの安全ビデオに準拠している。
- ボーディングミュージックとして、同社の地元である沖縄県に因んで沖縄音楽や沖縄を代表するアーティストの音楽が起用されている。

| # | 曲名               |
| - | ------------------ |
| 1 | 海の声             |
| 2 | 安里屋ゆんた       |
| 3 | なりやまあやぐ     |
| 4 | かなさんどー       |
| 5 | ファムレウタ       |
| 6 | 島唄（レゲエVer.） |
| 7 | 谷茶前節           |

## 関連会社
- 日本航空
- 琉球エアーコミューター
- JALスカイエアポート沖縄
- JTAインフォコム
- JALJTAセールス

## イメージガール
沖縄県出身者が選ばれている。
- 2004年 : 石川愛理
- 2005年 : 黒木メイサ[58]
- 2006年 : 比嘉愛未[59]
- 2007年 : 安座間美優[60]
- 2008年 : 岸本セシル[61]